# Vuelta a España 1948
La 8.ª edición de la Vuelta a España se disputó del 13 de junio al 4 de julio de 1948, con un recorrido de 3990 km dividido en 20 de etapas con inicio y fin en Madrid.
Tomaron la salida 54 corredores, 40 de ellos españoles, logrando acabar la prueba tan sólo 26 ciclistas.
El vencedor, el español Bernardo Ruiz, cubrió la prueba a una velocidad media de 25,723 km/h y también se impuso en la clasificación de la montaña
De las etapas disputadas dieciséis fueron ganadas por ciclistas españoles destacando en esta faceta Miguel Gual que logró 4 triunfos de etapa. 

## Etapas
| Etapa | Recorrido                                  | Km       | Ganador de la etapa             | Líder de la clasificación general |
| 1.ª a | Madrid-Madrid                              | 14 (CRI) | Bernardo Ruiz Julián Berrendero | Bernardo Ruiz Julián Berrendero   |
| 1.ª b | Madrid-Valdepeñas                          | 198      | Frans Gielen                    | Frans Gielen                      |
| 2.ª   | Valdepeñas-Granada                         | 232      | Dalmacio Langarica              | Dalmacio Langarica                |
| 3.ª   | Granada-Murcia                             | 285      | Bernardo Ruiz                   | Bernardo Ruiz                     |
| 4.ª   | Murcia-Alicante                            | 230      | Roberto Vercellone              | Bernardo Ruiz                     |
| 5.ª   | Alicante-Valencia                          | 163      | Dalmacio Langarica              | Dalmacio Langarica                |
| 6.ª   | Valencia-Tortosa                           | 201      | José Pérez Llacer               | Dalmacio Langarica                |
| 7.ª   | Tortosa-Barcelona                          | 209      | Senén Mesa                      | Dalmacio Langarica                |
| 8.ª   | Barcelona-Lérida                           | 203      | Miguel Gual                     | Dalmacio Langarica                |
| 9.ª   | Lérida-Zaragoza                            | 144      | Jean Lesage                     | Dalmacio Langarica                |
| 10.ª  | Zaragoza-San Sebastián                     | 276      | Dalmacio Langarica              | Dalmacio Langarica                |
| 11.ª  | San Sebastián-Bilbao                       | 259      | Bernardo Ruiz                   | Bernardo Ruiz                     |
| 12.ª  | Bilbao-Santander                           | 212      | Senén Mesa                      | Bernardo Ruiz                     |
| 13.ª  | Santander-Gijón                            | 225      | Senén Mesa                      | Bernardo Ruiz                     |
| 14.ª  | Gijón-Ribadeo                              | 200      | Jean Lesage                     | Bernardo Ruiz                     |
| 15.ª  | Ribadeo-La Coruña                          | 156      | Miguel Gual                     | Bernardo Ruiz                     |
| 16.ª  | La Coruña-Orense                           | 156      | Miguel Gual                     | Bernardo Ruiz                     |
| 17.ª  | Orense-León                                | 276      | Jean Lesage                     | Bernardo Ruiz                     |
| 18.ª  | León-Segovia                               | 269      | Miguel Gual                     | Bernardo Ruiz                     |
| 19.ª  | Segovia-Madrid (Estadio Santiago Bernabéu) | 100      | Víctor Ruiz                     | Bernardo Ruiz                     |

## Clasificaciones
En esta edición de la Vuelta a España se diputaron tres clasificaciones que dieron los siguientes resultados:
| \| 1. \| Bernardo Ruiz \| España \| 155h 06' 30" \| \| \| 2. \| Emilio Rodríguez \| España \| + 9' 07" \| \| \| 3. \| Bernardo Capó \| España \| + 20' 45" \| \| \| 4. \| Dalmacio Langarica \| España \| + 22' 19" \| \| \| 5. \| Senén Mesa \| España \| + 24' 57" \| \| \| 6. \| Manuel Costa \| España \| + 25' 52" \| \| \| 7. \| Manuel Rodríguez \| España \| + 33' 25" \| \| \| 8. \| José Pérez Llacer \| España \| + 39' 37" \| \| \| 9. \| Miguel Gual \| España \| + 43' 35" \| \| \| 10. \| Antoine Giauna \| Francia \| + 1h 07' 38" \| \| |                    |         |              |  |
| 1. | Bernardo Ruiz      | España  | 155h 06' 30" |  |
| 2. | Emilio Rodríguez   | España  | + 9' 07"     |  |
| 3. | Bernardo Capó      | España  | + 20' 45"    |  |
| 4. | Dalmacio Langarica | España  | + 22' 19"    |  |
| 5. | Senén Mesa         | España  | + 24' 57"    |  |
| 6. | Manuel Costa       | España  | + 25' 52"    |  |
| 7. | Manuel Rodríguez   | España  | + 33' 25"    |  |
| 8. | José Pérez Llacer  | España  | + 39' 37"    |  |
| 9. | Miguel Gual        | España  | + 43' 35"    |  |
| 10. | Antoine Giauna     | Francia | + 1h 07' 38" |  |

| \| 1. \| Bernardo Ruiz \| España \| 28 puntos \| \| 2. \| Dalmacio Langarica \| España \| 24 puntos \| \| 3. \| Víctor Ruiz \| España \| 16 puntos \| |                    |        |           |
| 1. | Bernardo Ruiz      | España | 28 puntos |
| 2. | Dalmacio Langarica | España | 24 puntos |
| 3. | Víctor Ruiz        | España | 16 puntos |

| \| 1. \| España \| España \| \| \| |        |        |  |  |
| 1.                                 | España | España |  |  |